# Doksa
Doksa (stgr. δόξα) – w filozofii starożytnej Grecji mniemanie, złudne lub niepewne przekonanie czy też poznanie, przeciwstawiane prawdzie czy pewnej i niepodważalnej wiedzy (stgr. ἐπιστήμη, episteme). 
Pierwszym filozofem, u którego pojawia się to pojęcie był Parmenides. Doksa jest jedyną wiedzą dostępną śmiertelnikom, prawdę znają jedynie bogowie.
Bardziej rozbudowaną koncepcję doksy wprowadził Platon. Doksa była u niego złudną i niepewną wiedzą opartą na zmysłach. Przeciwstawiał on ją wiedzy pewnej, episteme, opartej na rozumie i polegającej na postrzeganiu świata idei. W swoim dialogu Państwo, w znanym fragmencie poświęconym jaskini opisuje stopnie poznania, dzieląc zarówno doksę, jak i episteme na dwa poziomy. Doksa dzieli się na wyobrażenie (eikasia, stgr. εıχασıα), dotyczącą obrazów zmysłowych, i wiarę (pistis, πıστıς), dotyczącą samych rzeczy zmysłowych. Ponad dwoma poziomami doksy znajdują się dwa kolejne poziomy episteme, poznanie pośrednie i bezpośrednie. 
Pojęcie było szeroko stosowane również przez późniejszych filozofów, m.in. Arystotelesa i Epikura. 
Od tego pojęcia, pochodzi słowo doksografia, czyli starożytną formę literacką, w której zebrano poglądy filozofów (np. Żywoty i poglądy słynnych filozofów Diogenesa Laertiosa). 
W odmiennym znaczeniu, słowo to używane było w Septuagincie, gdzie oznaczało chwałę.